# ماري وين (ممثلة)
ماري وين (بالإنجليزية: Mary Wynn) هي ممثلة أمريكية، ولدت في 13 مارس 1902، وتوفيت في 22 ديسمبر 2001.

## وصلات خارجية
- ماري وين (ممثلة) على موقع IMDb (الإنجليزية)